# Wybory do Parlamentu Europejskiego w Finlandii w 2004 roku
Wybory do Parlamentu Europejskiego VI kadencji w Finlandii zostały przeprowadzone 13 czerwca 2004. Finowie wybrali 14 deputowanych (o 2 mniej niż w poprzedniej kadencji). Wybory zakończyły się zwycięstwem centroprawicowej Partii Koalicji Narodowej. Frekwencja wyniosła 39,4%.
| Lista wyborcza                       | Głosy     | %    | Mandaty | Zmiana |
| ------------------------------------ | --------- | ---- | ------- | ------ |
| Partia Koalicji Narodowej            | 392 771   | 23,7 | 4       | –      |
| Partia Centrum                       | 387 217   | 23,3 | 4       | –      |
| Socjaldemokratyczna Partia Finlandii | 350 525   | 21,1 | 3       | –      |
| Liga Zielonych                       | 172 844   | 10,4 | 1       | −1     |
| Sojusz Lewicy                        | 151 291   | 9,1  | 1       | –      |
| Szwedzka Partia Ludowa               | 94 421    | 5,7  | 1       | –      |
| Chrześcijańscy Demokraci             | 70 845    | 4,3  | 0       | −1     |
| Pozostali                            | 36 670    | 2,2  | 0       | –      |
| Razem                                | 1 661 275 | 100% | 14      | −2     |